# Mantezulel
Mantezulel är en ort i Mexiko.   Den ligger i kommunen Aquismón och delstaten San Luis Potosí, i den centrala delen av landet, 240 km norr om huvudstaden Mexico City. Mantezulel ligger 308 meter över havet och antalet invånare är 520.
Terrängen runt Mantezulel är huvudsakligen kuperad, men åt nordost är den platt. Runt Mantezulel är det ganska tätbefolkat, med 134 invånare per kvadratkilometer. Närmaste större samhälle är Tampate, 3,3 km öster om Mantezulel. I omgivningarna runt Mantezulel växer i huvudsak städsegrön lövskog.